# Ярцево (Сошневское сельское поселение)
Ярцево — упразднённая деревня в Устюженском районе Вологодской области.
Входила на момент упразднения в состав Желябовского сельского поселения, с точки зрения административно-территориального деления — в Сошневский сельсовет.
Расстояние по автодороге до районного центра Устюжны — 30 км, до центра муниципального образования деревни Соболево — 23 км. Ближайшие населённые пункты — Кресты, Кстово, Славынево.
По данным переписи в 2002 году постоянного населения не было.
Упразднена 20 ноября 2020 года.